# 1923年9月10日の日食

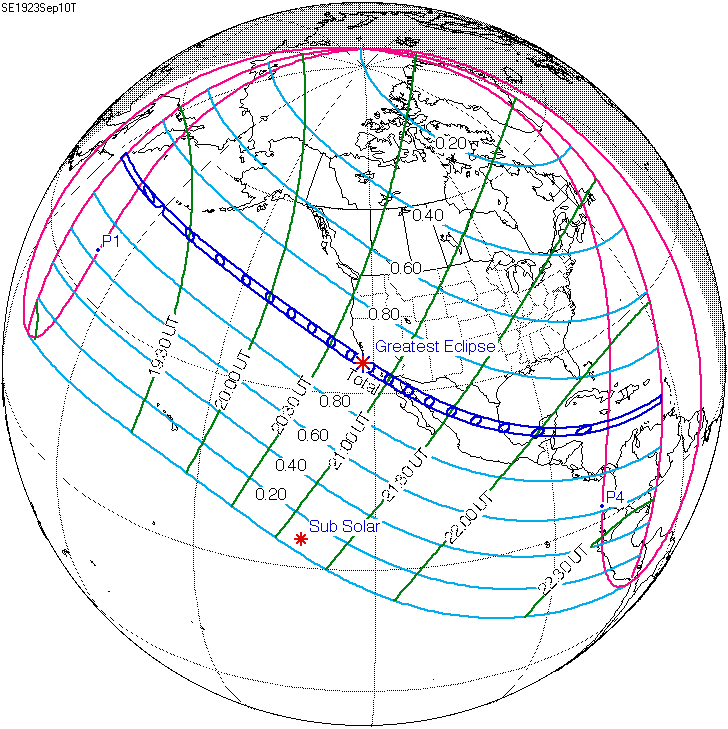

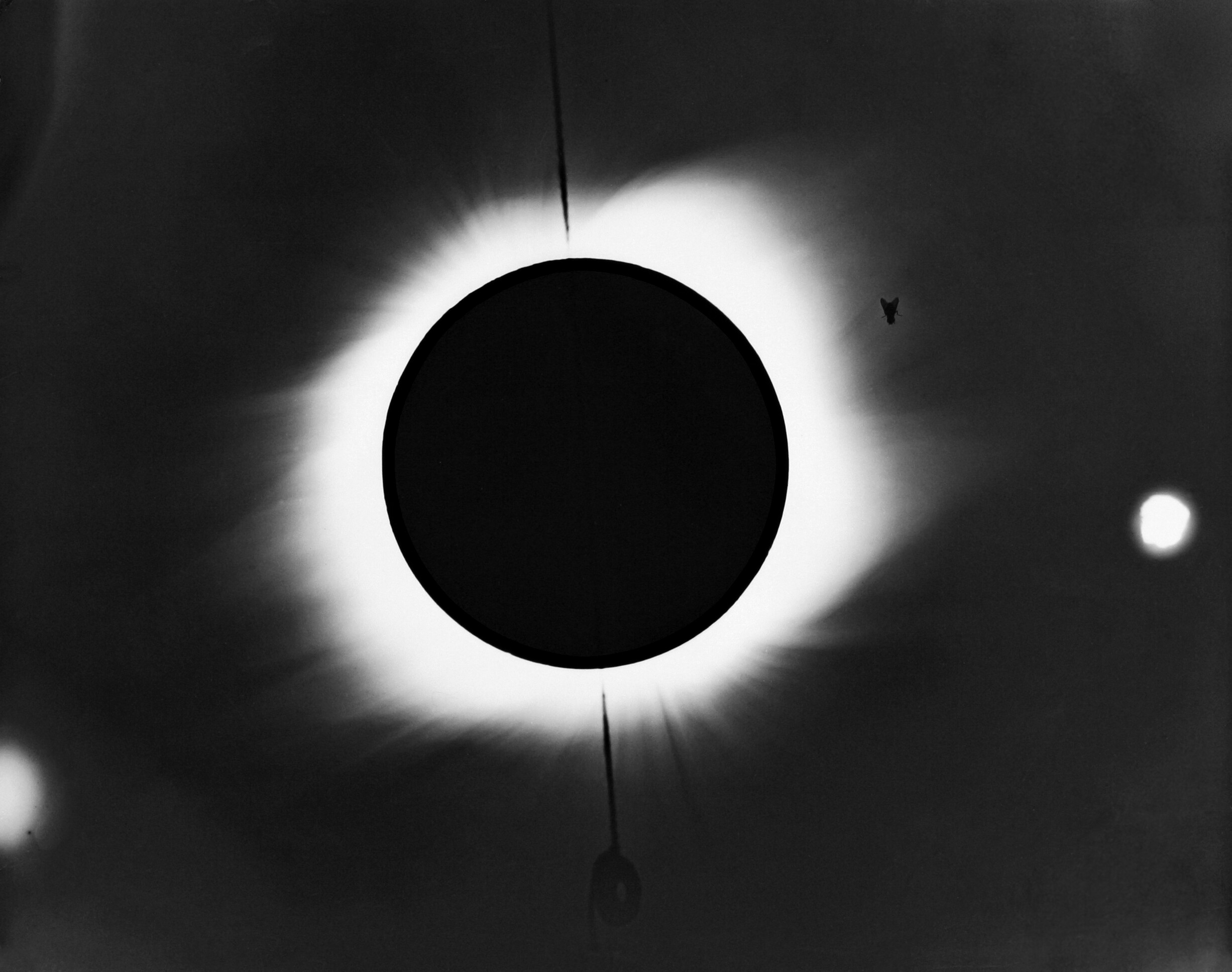
メキシコソノラ州プエルト・リベルタの皆既日食写真

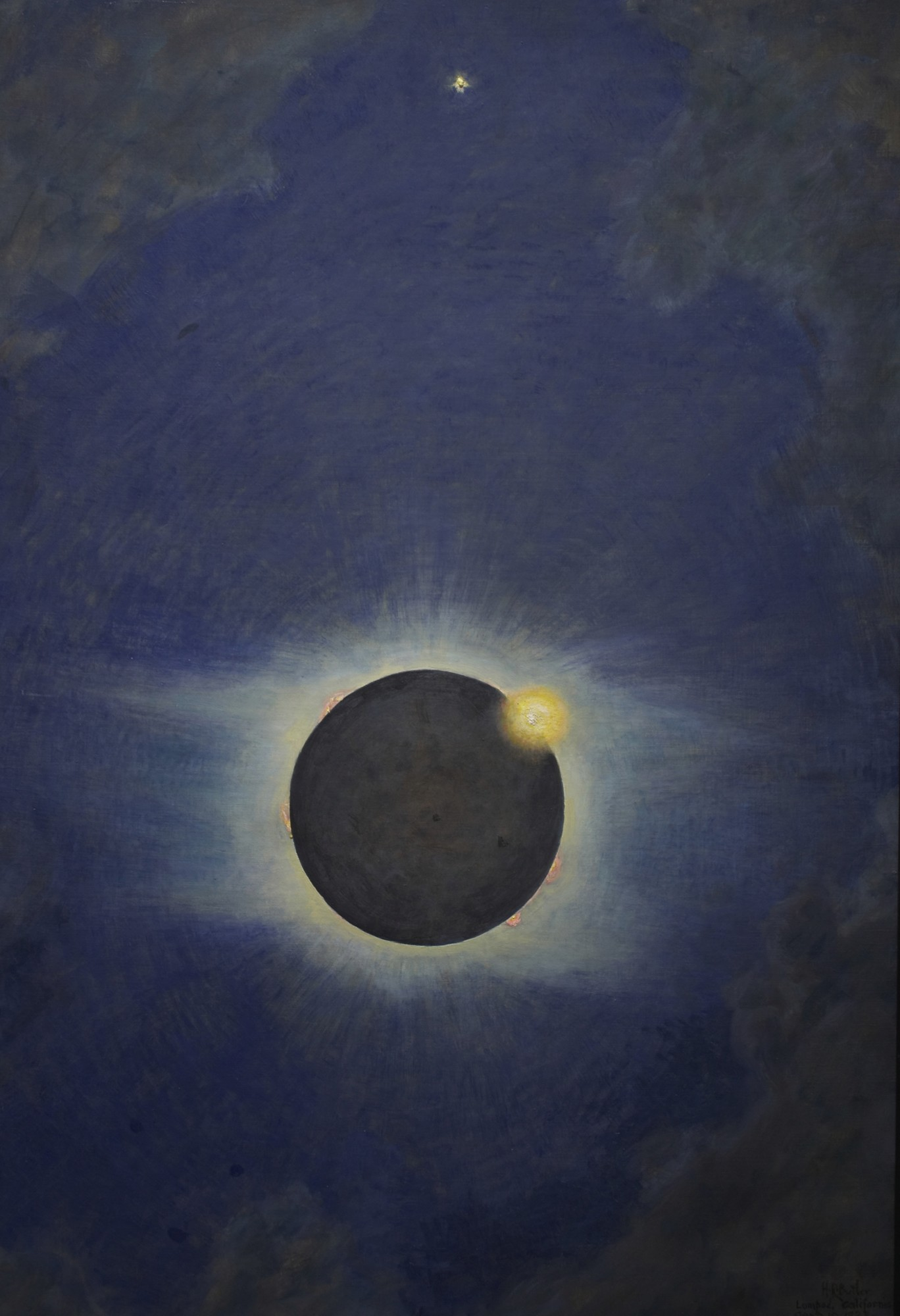
アメリカの画家ハワード・ラッセル・バトラーがカリフォルニア州ロンポクで描いた絵

1923年9月10日の日食は、1923年9月10日に観測された日食である。樺太庁の捨子古丹島、アメリカ、メキシコ、イギリス領ホンジュラス、ホンジュラスの離島スワン諸島、コロンビアの離島セラニャ・バンクとバホヌエボで皆既日食が観測され、北アメリカのほとんどと周辺の一部で部分日食が観測された。

## 通過した地域
皆既帯が通過した、皆既日食が見えた地域は樺太庁の捨子古丹島（現在ロシアに属する）の南東端のごく小さい部分（現地時間9月11日）、アメリカ合衆国カリフォルニア州南西部、メキシコ、イギリス領ホンジュラス（現在のベリーズ）北部、ホンジュラス共和国の離島スワン諸島、コロンビアの本土から遠い離島セラニャ・バンクとバホヌエボ（現地時間9月10日）だった。皆既食の最大はアメリカ合衆国カリフォルニア州サンルイスオビスポ郡南西沖約100キロの太平洋にあった。
また、皆既日食が見えなくても、部分日食が見えた地域はソ連東部（現在ロシアに属する）、北海道中東部、樺太庁の全域（現在ロシアに属する）、北アメリカのほとんど（グリーンランド南東端のごく小さい部分を除く）、南アメリカ北西部、ポリネシア北部だった。そのうちほとんどは国際日付変更線の東にあり、現地時間9月10日に日食が見え、残りの部分では9月11日に見えた。

## 観測
アメリカのヤーキス天文台は観測隊をカリフォルニア州チャンネル諸島のサンタカタリナ島に派遣した。アリゾナ大学の観測隊はカリフォルニア湾の東にあるメキシコのソノラ州リベルタド港でコロナを撮影。スプラウル天文台の観測隊はメキシコのドゥランゴ州東部のイエルバニス（Yerbanís）で観測した。